# Onthophagus nampatensis
Onthophagus nampatensis es una especie de insecto del género Onthophagus, familia Scarabaeidae, orden Coleoptera.

## Historia
Fue descrita científicamente por Tarasov & Kabakov en 2010.